# Lavelanet
Lavelanet je francouzské město ležící v departementu Ariège v regionu Midi-Pyrénées.

## Geografie
Sousední obce: Raissac, Dreuilhe, Villeneuve-d'Olmes a Saint-Jean-d'Aigues-Vives.
Obcí protéká řeka Le Touyre.

## Demografie
Počet obyvatel

## Osobnosti obce
- Antoine de Lévis-Mirepoix, francouzský spisovatel a historik
- Fabien Barthez (* 1971) – francouzský fotbalista, brankář, v současnosti působí v FC Nantes